# Czerwony Staw Pańszczycki
Czerwony Staw Pańszczycki lub po prostu Czerwony Staw – jeziorko tatrzańskie położone na wysokości 1654 m w dolinie Pańszczycy. Powierzchnia jeziora wynosi ok. 0,3 ha (długość 108 m, szerokość 46 m), głębokość 0,9 m. Przy niskich stanach wód jezioro dzieli się na dwa mniejsze, a czasem nawet zanika całkowicie. Jego nazwa ma związek z sinicą Pleurocapsa aurantica, barwiącą na brunatno-czerwony kolor kamienie leżące w pobliżu i na dnie stawu.
Dawniej (w XIX wieku) Czerwony Staw nazywano Zielonym Stawem.

## Szlaki turystyczne
Czasy przejścia podane na podstawie mapy:
 wzdłuż południowo-zachodniego brzegu przebiega żółty szlak turystyczny z Doliny Gąsienicowej na przełęcz Krzyżne. Około 500 m przed stawem ze szlakiem tym łączy się czarny szlak łącznikowy.
- Czas przejścia z Murowańca do złączenia szlaków: 1 h, ↓ 50 min
- Czas przejścia od złączenia szlaków obok stawu na Krzyżne: 1:45 h, ↓ 1:15 h

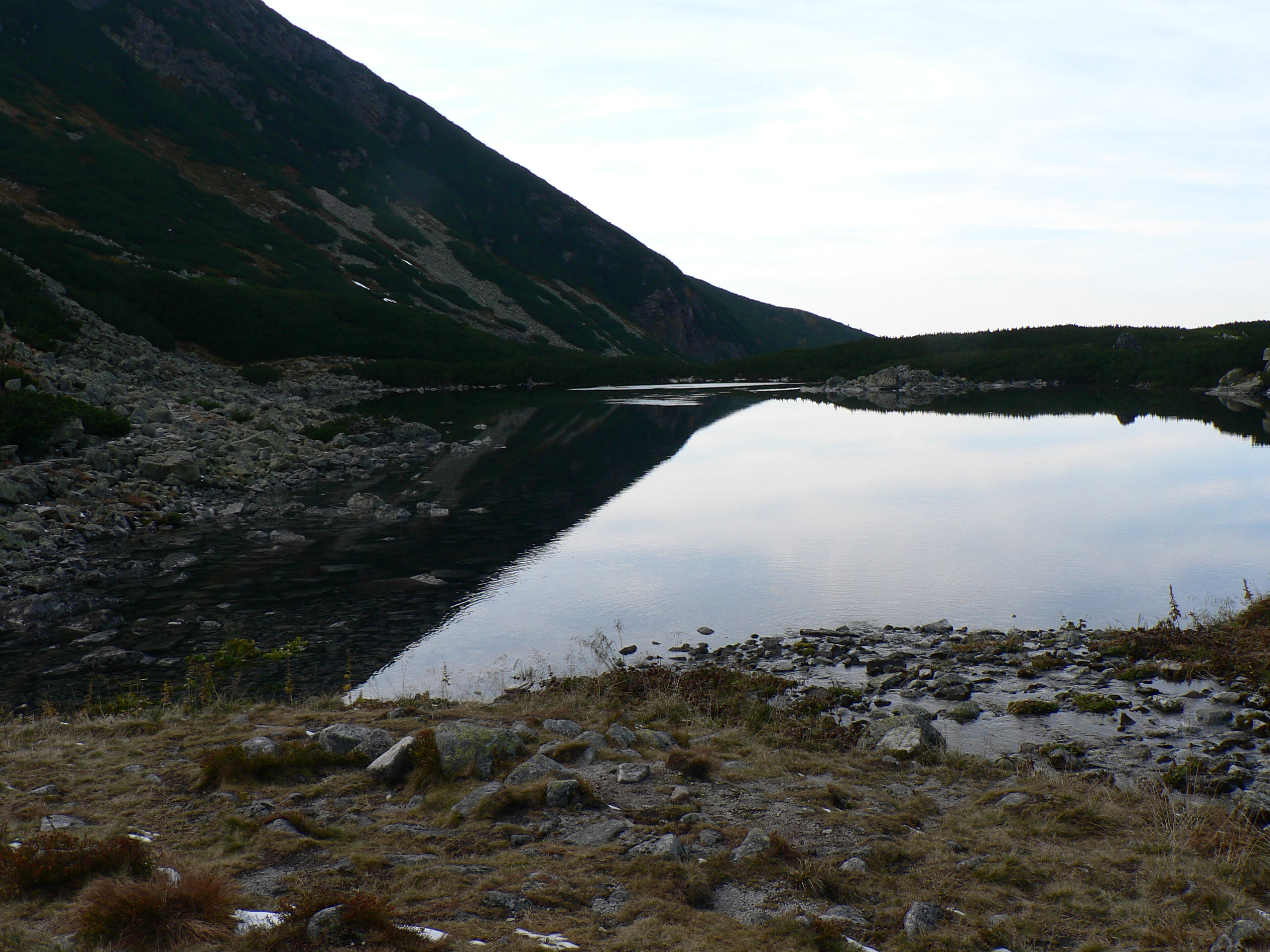
Czerwony Staw od strony południowej